# Danny Koevermans
Danny Koevermans est un footballeur néerlandais né le 1er novembre 1978 à Schiedam, évoluant au poste d'attaquant. Il mesure 1,91 m pour 90 kg.

## Biographie
Il est sélectionné pour la première fois en équipe nationale néerlandaise le 28 mars 2007 lors d'un match de qualification pour l'Euro 2008 face à la Slovénie. Il compte depuis 4 sélections pour 1 but (inscrit le 17 novembre 2007 face au Luxembourg). Il est un redoutable buteur, en effet, en 192 matchs disputés dans le championnat néerlandais, il a réussi à inscrire 138 buts.

## Palmarès
PSV Eindhoven
- Eredivisie
  - Champion (1) : 2008
- Trophée Johan Cruyff
  - Vainqueur (1) : 2008